# Leopold Ferber
Leopold Ferber (21. října 1838, Borová – 30. října 1912, Tábor) byl malíř a profesor kreslení.

## Život
V letech 1856-1860 studoval na Akademii výtvarných umění (Akademie der bildenden Künste) ve Vídni. Působil v Hlinsku a jako profesor kreslení v Litomyšli (1867-1877), později žil v Táboře. Důvěrný přítel malíře A. Waldhausera.

## Dílo
Leopold Ferber byl portrétní malíř, krajinář a ilustrátor. Jeho portréty jsou v Muzeu umění v Olomouci nebo v litomyšlské obrazárně. Podle Ferberova návrhu vytvořil litomyšlský sochař František Metyš náhrobek Madgaleny Dobromily Rettigové na místním hřbitově. V Táboře vydával geologické obrazy s diagramy pro školy. Roku provedl 1864 malbu praporu pro zpěvácký spolek Svantovít v Hlinsku.

### Ilustrace
- Sedláček August, Hrady, zámky a tvrze Království českého – 4.díl Táborsko, 1995

## Galerie

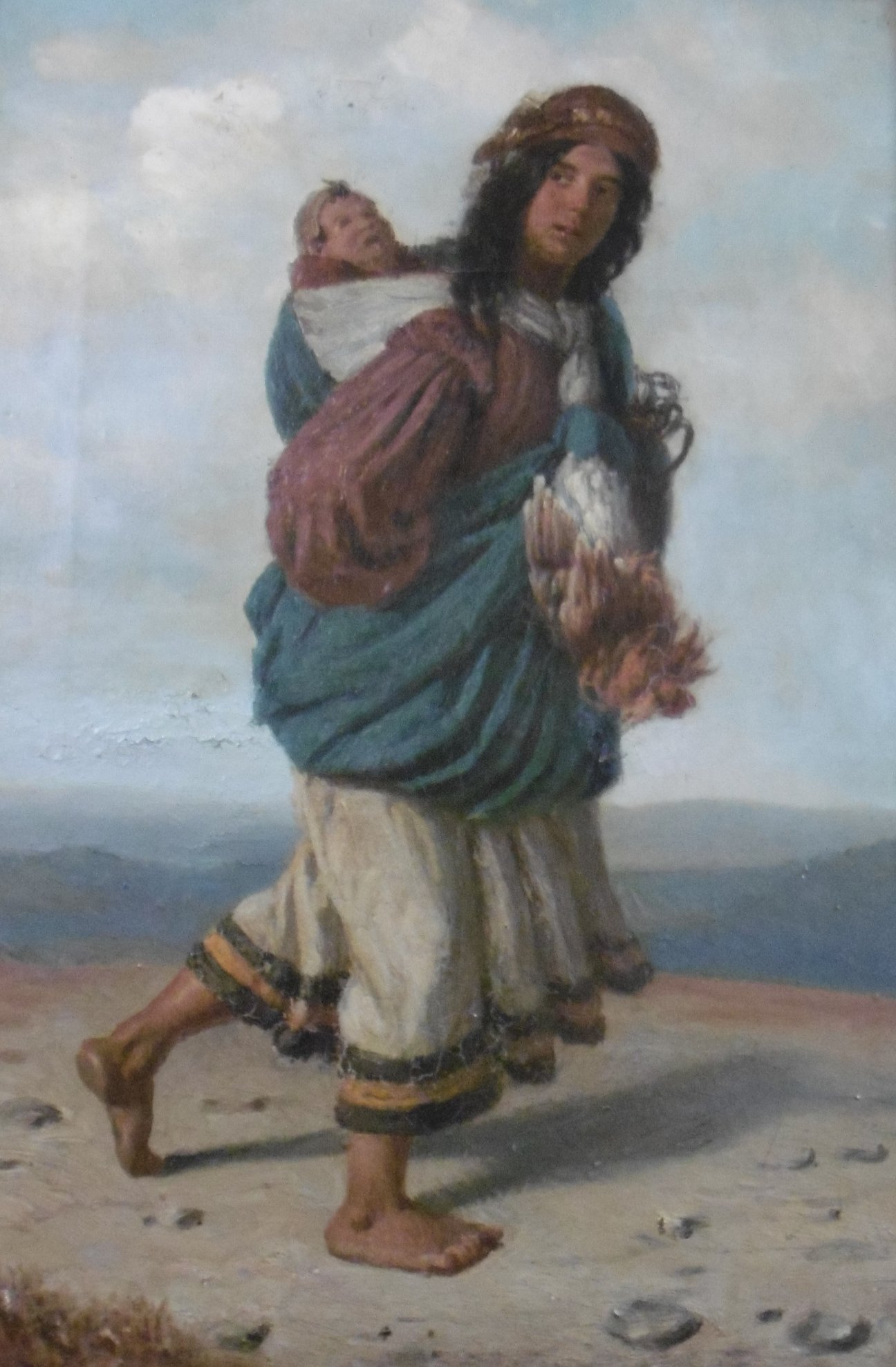
Cikánka, (asi 70. léta 19. století)
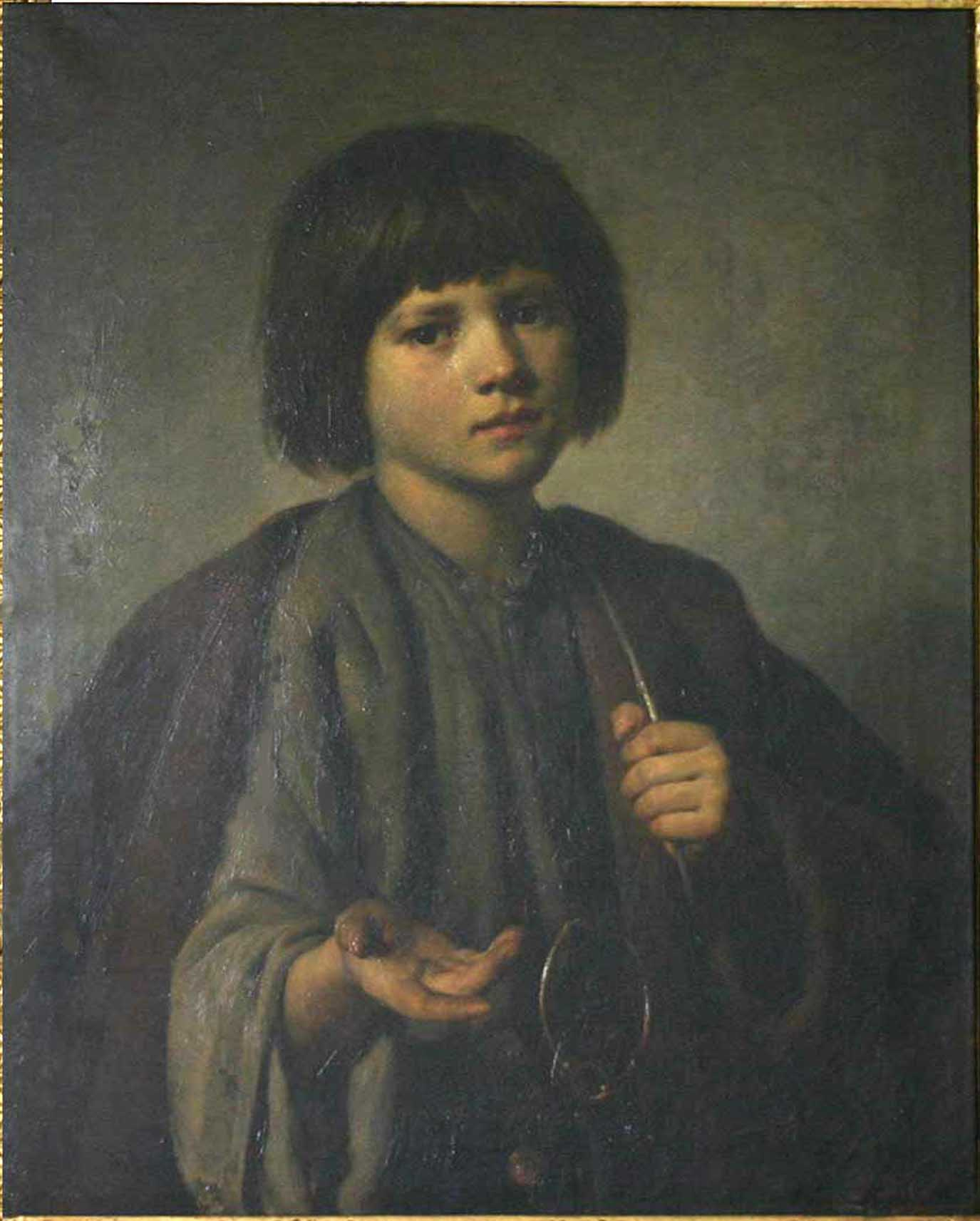
Dráteník, (asi 70. léta 19. století)
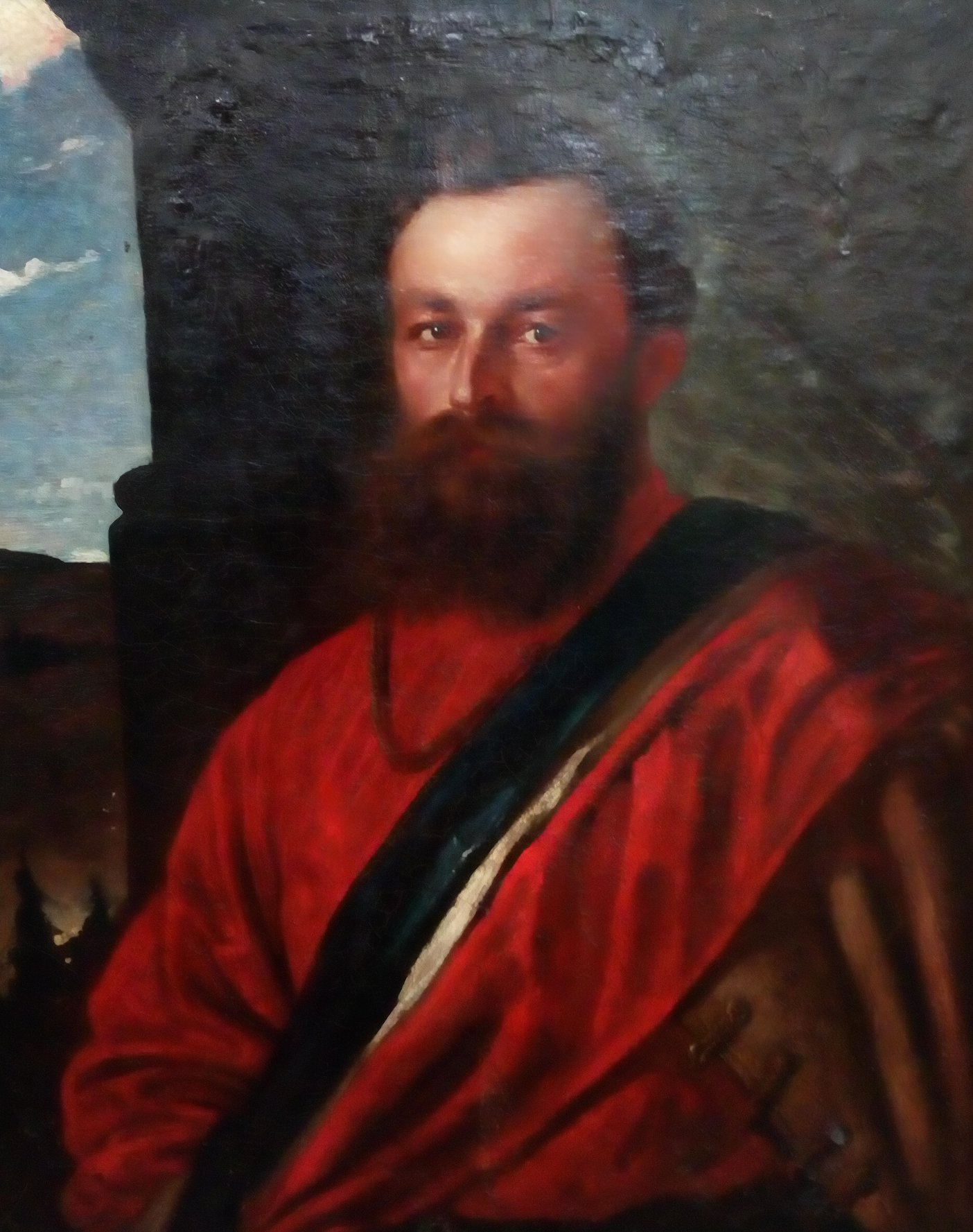
Josef Buchtele, (asi 70. léta 19. století)
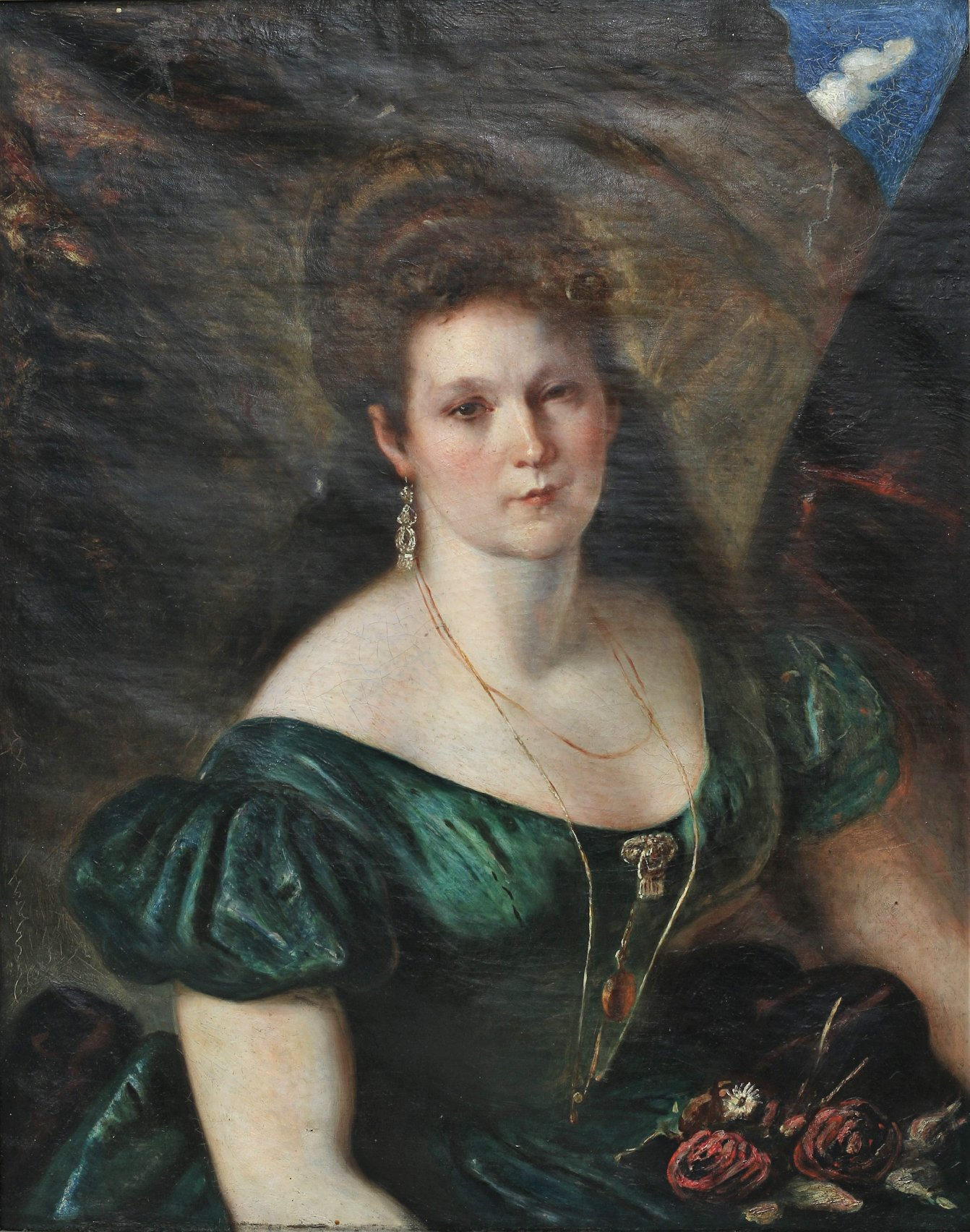
Viktorie Buchtelová, (asi 70. léta 19. století)